# Huta Raja Lama
Huta Raja Lama is een bestuurslaag in het regentschap Padang Lawas van de provincie Noord-Sumatra, Indonesië. Huta Raja Lama telt 1445 inwoners (volkstelling 2010).